# Pentti Linnosvuo
Pentti Tapio Aleksi Linnosvuo (Vaasa, 17 marzo 1933 – Helsinki, 13 luglio 2010) è stato un tiratore a segno finlandese.
Ha partecipato a cinque edizioni dei Giochi olimpici vincendo due medaglie d'oro e una d'argento.

## Biografia
Nato a Vaasa ma cresciuto a Helsinki, dopo aver praticato in gioventù l'hockey su ghiaccio, il calcio e la pallacanestro, a 15 anni iniziò a dedicarsi al tiro a segno, preferendo la pistola perché mancino. Nel 1951, a 18 anni, vinse il suo primo titolo nazionale dei 16 che avrebbe vinto in carriera. 
Nel 1952 partecipò per la prima volta ai Giochi olimpici, che in quell'anno si tenevano proprio a Helsinki, gareggiando nella pistola a fuoco rapido da 25m e concludendo al quinto posto. Negli anni successivi colse successi ai massimi livelli sia nella pistola rapida che in quella libera da 50m, a partire dai campionati mondiali del 1954 in Venezuela dove vinse la medaglia di bronzo individuale in entrambe le specialità.
Vinse il suo primo oro olimpico a Melbourne 1956 nella pistola libera e fu quarto nella pistola rapida, specialità dove vinse la medaglia d'argento a Roma 1960 e quella d'oro a Tokyo 1964. Partecipò per la quinta volta alle olimpiadi a Città del Messico 1968 dove fu portabandiera per la rappresentativa finlandese. 
Al suo palmarès vanno aggiunti sei titoli ai campionati nordici: cinque nella pistola rapida e uno nella pistola libera. 
Terminata l'attività agonistica ha lavorato come tecnico per le squadre nazionali di Finlandia, Germania occidentale, Svizzera e Norvegia.